# Niels Ole Baadsgaard
Niels Ole Baadsgaard Pedersen (født 4. maj 1965 i Aasiaat) er en dansk forfatter og civiløkonom. Han voksede op på Grønland med en grønlandsk mor og en dansk far og har siden 11-årsalderen været bosiddende i Danmark.
Baadsgaard er medvirkende forfatter på to bøger relateret til rockbandet Gasolin'; den ene Gasolin' – gudernes vilje (2021) er skrevet i et samarbejde med Jacob Wendt Jensen, mens den anden Franz Beckerlee: Stonefree – et liv med og uden Gasolin’ (2023) er lavet i samarbejde med Thomas Vilhelm.
Ved siden af karrieren som forfatter, arbejder Baadsgaard ligeledes som rekrutteringskonsulent i erhvervslivet med kompetence i at matche jobsøgende med virksomhedernes arbejdsefterspørgsel.